# Tayloria chiapensis
Tayloria chiapensis là một loài rêu trong họ Splachnaceae. Loài này được H.A. Crum mô tả khoa học đầu tiên năm 1952.